# Papin nužnik (2007.)
Papin nužnik (naslov izvornika na španjolskom: El Baño del Papa) urugvajski je povijesno-igrani film iz 2007. godine. Režiju i scenarij su napisali César Charlone and Enrique Fernandez, a glavne uloge tumače César Troncoso, Virginia Méndez i Mario Silva.
Film je bio prikazan na Londonskom filmskom festivalu, gdje je dobio vrlo dobre kritike. Prvi televizijski prijenos odvio se na BBC-iju 1. kolovoza 2010.
Papin nužnik bio je predložen kao urugvajski film za nagradu Oscar za najbolji strani film, ali njegov prijedlog nije bio prihvaćen.

## Uloge
- César Troncoso kao Beto
- Virginia Méndez kao Carmen
- Virginia Ruiz kao Silvia
- Mario Silva kao Valvulina
- Henry de Leon kao Nacente
- Jose Arce kao Tica
- Nelson Lence kao Meleyo
- Rosário dos Santos kao Tereza
- Hugo Blandamuro kao Tartamudo[1]

## Vanjske poveznice
- Papin nužnik (2007.) na IMDb-u (engl.)